# Де Сото (Канзас)
Де Сото (енгл. De Soto) град је у америчкој савезној држави Канзас.

## Демографија
По попису из 2010. године број становника је 5.720, што је 1.159 (25,4%) становника више него 2000. године.
| Група             | 2000.         | 2010.         |
| Белци             | 4.099 (89,9%) | 4.670 (81,6%) |
| Афроамериканци    | 9 (0,2%)      | 46 (0,8%)     |
| Азијати           | 17 (0,4%)     | 25 (0,4%)     |
| Хиспаноамериканци | 313 (6,9%)    | 836 (14,6%)   |
| Укупно            | 4.561         | 5.720         |